# Holger Thelen
Holger Thelen (* 27. Februar 1943 in Leipzig; † 6. April 2019 in Jessen (Elster)) war ein deutscher Arzt und Politiker (CDU der DDR). 1990 gehörte er der letzten Volkskammer der DDR an.

## Leben und Beruf
Thelen wuchs in Leipzig auf. Dort besuchte er die Grund- und Oberschule, legte 1962 das Abitur ab und absolvierte zunächst eine Lehre zum Krankenpfleger. An der Karl-Marx-Universität studierte er anschließend Humanmedizin, er schloss mit dem Examen ab. 1975 begann er seine Tätigkeit als Facharzt für Gynäkologie und Geburtshilfe, In der Kreispoliklinik in Jessen war er Stationsleiter.
Nach der Wende ließ er sich mit einer eigenen Praxis in Jessen nieder, 2007 wurde er Mitglied der „leitenden Notarztgruppe“ im Landkreis Wittenberg. 2017 übergab er seine Praxis an seine Tochter.
Neben dem Beruf war Thelen Sänger des Jessener Männerchors 1859, dessen Kassierer er zugleich war.
Thelen war verheiratet und hatte drei Töchter.

## Politik
1985 trat Thelen in die CDU ein. 1987 wurde er deren Vorsitzender im Kreis Jessen. 1989 wurde er in den Parteivorstand der CDU berufen.
Bei der Volkskammerwahl 1990 wurde Thelen über den Listenplatz 2 der CDU-Liste im Wahlkreis Cottbus in die Volkskammer gewählt. Dieser gehörte er bis zum 2. Oktober 1990, dem Vorabend der Wiedervereinigung an.